# Talisia guianensis
Espèce
Synonymes
Selon Tropicos (8 juin 2024)
- Talisia glabra DC.
- Talisia rosea Vahl

Talisia guianensis est une espèce d'arbre d'Amérique du sud, appartenant à la famille des Sapindaceae. Il s'agit de l'espèce type du genre Talisia
Il est connu au Suriname sous le nom de Gewone-bosknepa et au Brésil comme Espeturana.

## Description
Talisia guianensis est un arbre élancé, haut de 2,5-10 m, non ramifié ou avec quelques branches sympodiales ascendantes sur la partie distale.
L'écorce est brun foncé, lenticellée. 
La partie distale de la tige est presque térébrante ou sillonnée, glabre ou pubérulente, lisse. 
Les feuilles sont paripennées, disposées en spirale sur la partie distale de la (des) tige(s).
Les pétioles sont longs de 9-38 cm de long, pulvinés à la base.
Le rachis est long de 10-58 cm, térébrant ou légèrement strié sur la partie distale, glabre, brun rougeâtre foncé, brillant.
Les pétiolules sont longs de 3-9 mm, avec une base conique, brun rougeâtre, pulvinée.
On compte 16-22 folioles, opposées ou alternées, presque coriaces, glabres et brillantes sur les deux surfaces, oblongues, oblongues-elliptiques, ou elliptiques, mesurant 8-18(44) x 2,1-6(13,5) cm, la nervure centrale jaunâtre, proéminente sur la surface abaxiale, l'apex acuminé, la base inégalitaire, obtuse-aiguë, se rétrécissant brusquement dans le pétiolule. 
Les inflorescences sont en thyrses en forme de panicules, longs de 10-25 cm de long, distales ou axillaires sur la partie distale des branches.
Les axes sont teintés de rougeâtre, à angle obtus, sillonnés, glabres à pubérulents.
Les bractées sont persistantes, subulées, longues de 3-5 mm, apprimées-pubrescentes.
Les dichasia sont composées.
Les pédoncules sont longs de 3-5 mm, pubérulents.
Les pédicelles sont longs de 1-1,5 mm, articulés au tiers supérieur, pubérulents, rougeâtres. 
Le calice est rougeâtre, long de 2-3 mm, pubérulent, avec des sépales longs de 1,5-2 mm, ovales, concaves, ciliés sur les bords.
Les pétales sont réfléchis à l'anthèse, oblongs-elliptiques, longs de 6-7,5 mm, blancs, glabres sur la surface abaxiale, papillaires sur la surface adaxiale, la base troncale-cunéiforme, les marges ciliées.
Les appendices sont delta-lancéolés, aussi longs que les pétales, adaxialement séricigènes-tomentosés, abaxialement glabres et papillaires, adnés à la base du pétale.
Le disque est annulaire, à 5 lobes, glabres ou hispidulose.
On compte (5)6-8 étamines, avec des filets glabres, égaux ou légèrement inégaux, de longs de 2,5-4,5 mm, les anthères oblongues, longues de 1,3-1,5 mm, apiculées à l'apex.
L'ovaire est conique-trilobé, glabre, le style allongé, appressé-pubescent, le stigmate capitonné, papilleux.
Le fruit est jaune-orange à maturité, ellipsoïde-ovoïde, apiculé, long de 2-2,5 cm, glabre, péricarpe coriace à ligneux, granuleux, d'environ 1 mm d'épaisseur. 
On compte 1-3 graines par fruit, presque ellipsoïdes, avec un testa jaunâtre charnu.

En 1952, Lemée propose la description suivante de Talisia guianensis :

« T. guianensis Aubl. Arbrisseau glabre sauf sur les panicules, rameaux anguleux lisses ; feuilles à long pétiole épaissi à la base, subcylindrique et rigide ainsi que le rachis; 5-15 paires de folioles de 0,06-0,20 sur 0,02-0,08, acuminées atténuées en pétiolule renflé, à la base, subcoriaces glabres luisantes sur les 2 faces, réticulées-veinées ; panicules terminales grandes à ramifications clivariquées, trigônes multiflores finement pubérulentes-canescentes ainsi que les fleurs ; celles-ci pédicellées, sépales obtus, pétales glabres en dehors ; disque glabre ; baie ellipsoïdale apiculée glabre à 3-1 loges et graines, celles-ci ellipsoïdales. - Guy. franç. (Diels, loc. cit. 845) . »

— Albert Lemée, 1952.

## Répartition
Talisia guianensis est présent sur le plateau des Guyanes au Guyana, au Suriname, en Guyane et au Brésil (Amapá).

## Écologie
Talisia guianensis pousse dans les forêts humides non-innondable.

## Protologue

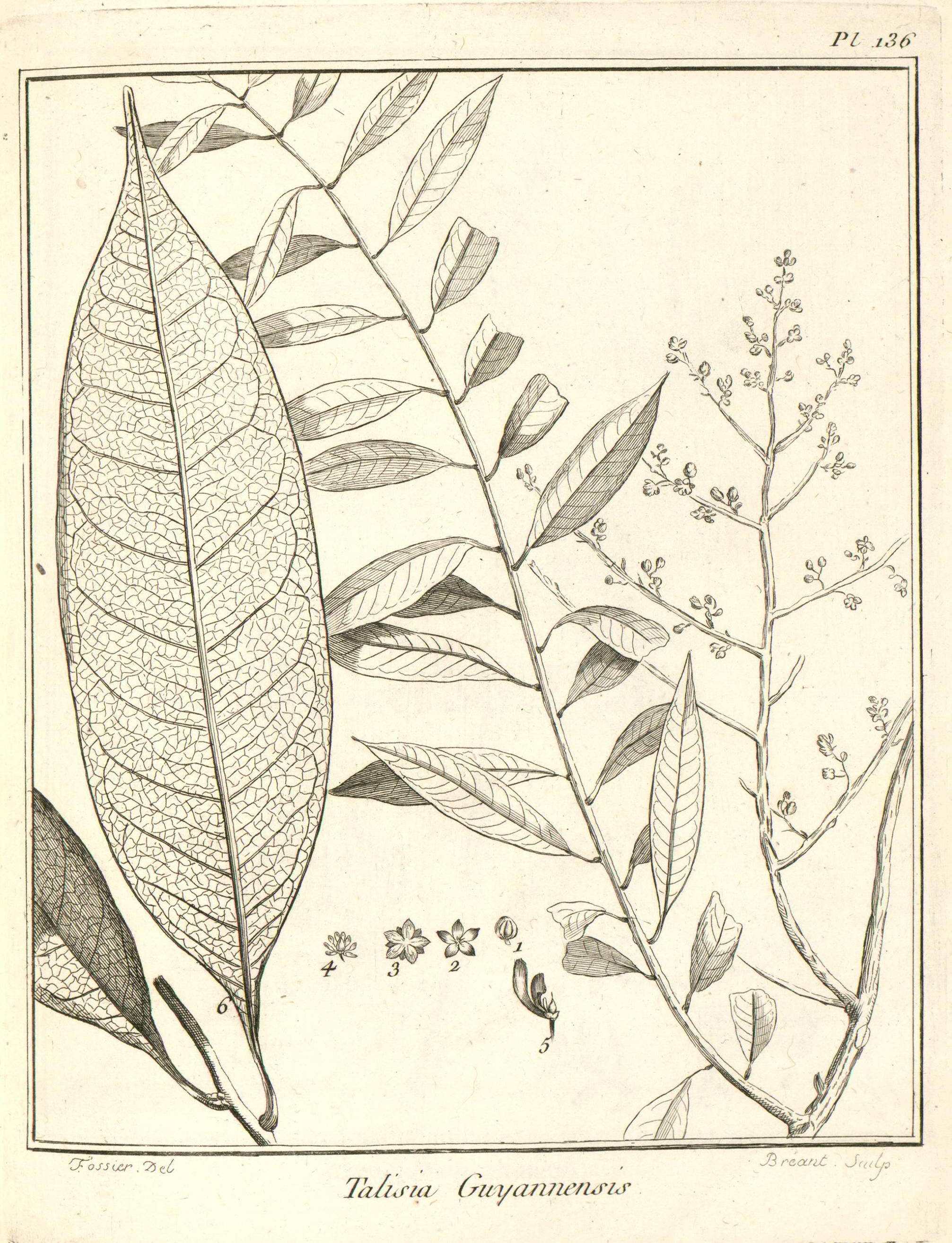
Talisia guianensis par Aublet (1775) L'on a un peu groſſi toutes les parties de la fleur. - 1. Bouton de fleur. - 2. Fleur vue en deſſus. - 3. Fleur vue en deſſous. - 4. Diſque. Étamines. Piſtil. - 5. Diſque. Pétale. Feuillet. Étamine. Ovaire. Style. - 6. Foliole de grandeur naturelle.

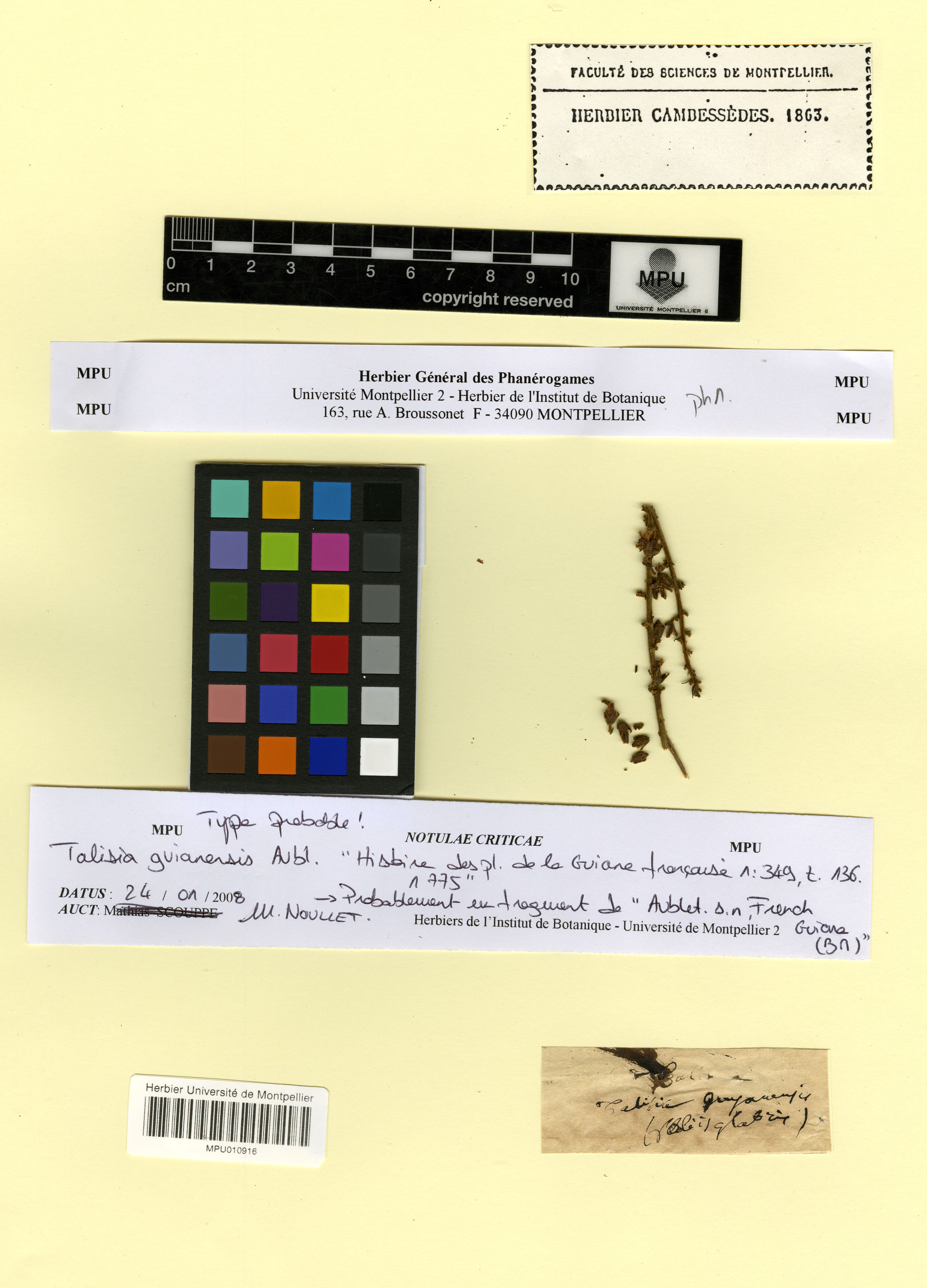
échantillon type de Talisia guianensis collecté par Aubl.-Aublet en Guyane

En 1775, le botaniste Aublet a décrit Talisia guianensis et en a proposé le protologue suivant : 

« 1. TALISIA (guianenſis). (Tabula 136.)
Arbuscula ramoſa. Folia alterna, impari-pinnata ; folioiis ovato oblongis, acutis, glabris & crebris. Flores exigui, paniculati. Color paniculæ & florum roſeus.
Florebat menſe Octobri.
Habitat ad ripas fluviorum Guianæ.
Nomen Caribæum TOULICHI.

LE TALISIER de la Guiane. (PLANCHE 136.)
Le tronc & cet arbrisseau s'élève à trois & quatre pieds ſur trois & quatre pouces de diamètre. Son écorce eſt griſâtre. Son bois eſt blanchâtre. Il pouſſe à ſon ſommet de longues branches rameuſes, donc les unes ſont droites, & d'autres inclinées. Les rameaux ſont garnis de feuilles alternes, à deux rangs de folioles terminées par une impaire, & le plus ſouvent de trente & une foliole. Ces folioles ſont rangées alternativement ſur une côte cylindrique, longue de deux pieds & demi. Elles ſont entières, fermés, ſéches, vertes, liſſes, ovales, terminées par une longue pointe : on en a repréſenté une de grandeur naturelle.
Les fleurs naiſſent a l'aiſſelle d'une feuille, ou à l'extrémité, des rameaux, ſur de longues grappes éparſes & branchues. Toute la grappe eſt d'une belle couleur de roſe.
Les branches des grappes, & les bouquets des fleurs ont à leur baſe une petite écaille. Les bouquets de fleurs ſont places alternativement. lis ſont compoſés de quatre, cinq ou ſix petites fleurs preſque ſeſſiles.
Le calice eſt d'une ſeule pièce, diviſé en cinq parties aiguës. La corolle eſt à cinq pétales arrondis, attaches par un onglet autour d'un disque, oppoſés aux individus du calice entre les pétales; il y a cinq feuillets plus courts, couverts de poils blancs qui cachent les étamines.
Les étamines ſont au nombre de huit, placées autour du piſtil ſur un diſque ; leur filet eſt court ; l'anthère eſt jaune, oblongue & à deux bourſes.
Le piſtil eſt un ovaire rouge & arrondi, ſurmonté d'un style très court, terminé par un stigmate obtus.
Je n'ai pas pu rencontrer cet ovaire en maturité. Je l'ai coupe fort jeune par le travers, & j'y ai apperçu quatre loges. 
[...]
Cet arbriſſeau croît ſur les bords de la rivière de Sinémari, à trente lieues de ſon embouchure. Il étoit en fleur dans le mois d'Octobre.
Il eſt nommé TOULICHI par les Galibis. »

— Fusée-Aublet, 1775.